# Sigournais
Sigournais település Franciaországban, Vendée megyében. Lakosainak száma 972 fő (2022. január 1.). Sigournais Bazoges-en-Pareds, Chantonnay, Chavagnes-les-Redoux, Monsireigne, Saint-Germain-de-Prinçay és Saint-Prouant községekkel határos.

## Népesség
A település népessége az elmúlt években az alábbi módon változott:
| Lakosok száma | 860  | 873  | 899  | 896  | 910  | 912  | 914  | 946  | 972  |
|               | 2013 | 2015 | 2016 | 2017 | 2018 | 2019 | 2020 | 2021 | 2022 |